# Bitva u Horky
Bitva u Horky byla husitsko-slezská bitva, která se odehrála 3. ledna 1431.
V prosinci 1430 zahájili husité tažení k Horní Lužici. Útok přišel ze dvou směrů, první z oblasti Bogatynia, a druhý ze Slezska. Husitská vojska umístěná v Niemcze a Otmuchówě zahájila svůj pochod směrem k Bolkówu a Złotoryji v prosinci. Dne 25. prosince 1430 se připojila k posilám, které přivezl Prokop Veliký ze směru od Kamienné Góry. Brzy husité v oblasti mezi Lwówkem Śląskim a Bolesławcem překročili řeku Bóbr a poté směrem k Lužici řeku Lužická Nisa v oblasti Pieńska. Husity následovala slezská vojska umístěná v slezských městech Svídnice, Jawor, Lwówek Śląski a Bolesławiec. Již v Horní Lužici byly slezské síly posíleny ozbrojeným oddílem majitele hradu Gryf z rodu Schaffgotschovců.
3. ledna 1431 se u města Horka střetli Slezané přicházející ze Zgorzelece s husitskými vojsky. Literatura neuvádí výsledek bitvy, pouze to, že Heinz Stosch, velitel svídnicko-javorských sil, byl zraněn během bojů u Horky. Lze si však domyslet že výsledek boje byl pro husity příznivý, protože po spojení s vojsky přicházejícími přímo z české strany ve městě Reichenbach začal Prokop Veliký systematicky drancovat okolí Budyšína.